# Царско село

Царско село (болг. Царско село) — болгарский футбольный клуб из района Драгалевци города София, столицы страны. Существовал в 2015—2022 годах. Домашние матчи команда проводила на стадионе Царско село, вмещающем около 2000 зрителей. В сезонах 2019/20—2021/22 выступала в первой лиге — высшем уровне в системе футбольных лиг Болгарии.

## История

### Основание
Летом 2015 года предыдущий владелец софийского ЦСКА Стойне Манолов создал «Академия футбола Царско село», специализирующуюся на поиске и развитии юных футболистов, родившихся в 2002—2010 годах. Она была зарегистрирована как клуб, затем была сформирована команда, заявленная в региональную лигу. Её главным тренером был назначен бывший капитан ЦСКА Тодор Янчев. 12 ноября 2015 года Манолов объявил о сотрудничестве академии с испанским клубом «Малага», выступавшим тогда в Ла Лиге. В середине 2016 года «Царско село» объединилось с клубом «София 2010», приобретённым Маноловым, получив название «Царско село София».

### Профессиональный дебют
28 июля 2016 года команда была принята во вновь созданную болгарскую Вторую профессиональную лигу. Свой первый матч в лиге «Царско село» провело против «Ботева» из Галабово и завершило вничью. В Кубке Болгарии свой первый матч «Царско село» играло против софийского «Левски». Поединок состоялся 22 сентября 2016 года на софийском стадионе Локомотив, «Левски» победил со счётом 2:0. После двух тяжёлых поражений Янчев ушёл с поста главного тренера, а 29 октября 2016 года бывший наставник «Черно море» Никола Спасов был представлен в качестве нового главного тренера «Царско село». Команда завершила свой дебютный сезон во Второй лиге на пятом месте.
Хорошее начало сезона 2017/2018 для «Царско село» ознаменовалось не только первым местом в лиге после восьми туров, но и их первой победой в Кубке, где команда в первом раунде одолела «Нефтохимик» 19 сентября 2017 года. 3 января 2018 года Никола Спасов был объявлен новым главным тренером команды казахстанской Премьер-лиги «Кызыл-Жар». В тот же день Веселин Великов возглавил «Царско село». 8 мая 2018 года его место занял Велислав Вуцов, а Великов стал селекционером клуба.
22 апреля 2019 года безголевой ничьей с «ЦСКА 1948» «Царско село» обеспечило себе первое место во Второй лиге и впервые в своей истории завоевало право играть в Первой лиге, опередив на 18 очков команды, занимающие второе и третье места за пять туров до финиша.

### Распад клуба
21 мая 2022 года прошла встреча против Локомотива София, которая обернулась расистским скандалом перед решающим 11-метровым в пользу Царско Село. К исполнению подошёл игрок «Царско Село» Ясуфа Яфа, но предприниматель клуба Стойне Манолов жёстким образом отобрал мяч у игрока, ударив его по затылку, и отдав мяч Мартину Кавдански для исполнения. Однако, Мартин не забил пенальти, и команда вылетела во Вторую Лигу Болгарии.
Через день, 22 мая предприниматель клуба Стойне Манолов объявил о закрытии проекта, пояснив это тем, что развитие клуба было безуспешным, и деньги, потраченные на развитие проекта, ушли впустую:.

- Почему вы пришли к такому решению?
- Вложить деньги в болгарский футбол – это самый простой способ их потерять. Нет почвы для развития. Нервы и ресурсы потрачены впустую. Однако надо признать, что у нас было достаточно хороших моментов в элите, и даже до этого, когда мы были в составе Второй лиги.
Оригинальный текст (болг.)– Защо се стигна до това решение?

– Инвестицията на пари в българският футбол е най-лесния начин да ги загубиш. Няма почва да развитие. Хабят се нерви и средства. Все пак трябва да признаем, че имахме достатъчно добри моменти в елита, а и преди това, когато бяхме част от Втора лига.

## Достижения
- Вторая лига:
  - Победитель (1): 2018/19
- Кубок Болгарии:
  - 1/8 финала (1): 2017/18

## История выступлений
| 2015/16                                                            | Областная группа «А» (IV) | 2-е  | 20 | 1  | 5  | 92 | 21 | 61 | не квалифицировался |
| 2016/17                                                            | Вторая лига (II)          | 5-е  | 14 | 6  | 10 | 54 | 39 | 48 | 1-й раунд           |
| 2017/18                                                            | Вторая лига               | 3-е  | 19 | 6  | 5  | 56 | 28 | 63 | 2-й раунд           |
| 2018/19                                                            | Вторая лига               | 1-е  | 30 | 24 | 4  | 2  | 68 | 27 | 1-й раунд           |
| 2019/20                                                            | Первая лига (I)           | 13-е | 31 | 9  | 4  | 18 | 27 | 50 | 1-й раунд           |
| 2020/21                                                            | Первая лига               | 9-е  | 32 | 9  | 10 | 13 | 33 | 39 | 2-й раунд           |
| 2021/22                                                            | Первая лига               | 14-е | 32 | 5  | 11 | 16 | 22 | 38 | 1-й раунд           |
| Зелёным выделены сезоны, в которых команда добивалась продвижения. |                           |      |    |    |    |    |    |    |                     |